# Amphiphobie
Amphiphob (Nomen: Amphiphobie) (von altgriechisch ἀμφί amphí „auf beiden Seiten“ sowie φόβος phóbos „Furcht“) oder Superamphiphob beschreibt die chemische Eigenschaft einer Substanz, die sowohl hydrophob als auch lipophob ist. Anders als beim Lotoseffekt perlen also nicht nur hydrophile Substanzen wie Wasser, sondern auch lipophile Substanzen wie Öl von einer amphiphoben Oberfläche ab.
Das Gegenstück zur Amphiphobie ist die Amphiphilie – also die Eigenschaft, sowohl hydrophil als auch lipophil zu sein.
Amphiphobie kann durch eine spezielle Nanostruktur des Materials erzielt werden. Als Ausgangsmaterialien eignen sich beispielsweise Siliciumdioxid und Zinkoxid. Von Bedeutung für das amphiphobe Verhalten ist dabei insbesondere der Kontaktwinkel. Die größte Herausforderung bei amphiphoben Oberflächen liegt darin, eine ausreichende Robustheit zu erreichen.
Mögliche Anwendungsbereiche für amphiphobe („selbstreinigende“) Beschichtungen sind Brillengläser, Autoscheiben, Fenster von Hochhäusern oder medizinische Instrumente.